# Roberto Bonano
Roberto Oscar Bonano (Rosario, 24 gennaio 1970) è un allenatore di calcio ed ex calciatore argentino, di ruolo portiere, preparatore dei portieri del León.
Avendo antenati italiani, Bonano ha acquisito il passaporto italiano potendo così avvalersi dello status di comunitario. Si è ritirato nel giugno 2007 a 37 anni.

## Palmarès

### Competizioni nazionali
- Campionato argentino: 5

River Plate: Apertura 1996, Clausura 1997, Apertura 1997, Apertura 1999, Clausura 2000

### Competizioni internazionali
- Coppa CONMEBOL: 1

Rosario Central: 1995
- Coppa Libertadores: 1

River Plate: 1996
- Supercoppa Sudamericana: 1

River Plate: 1997

## Statistiche

### Cronologia presenze e reti in nazionale
| Cronologia completa delle presenze e delle reti in nazionale ― Argentina | Cronologia completa delle presenze e delle reti in nazionale ― Argentina | Cronologia completa delle presenze e delle reti in nazionale ― Argentina | Cronologia completa delle presenze e delle reti in nazionale ― Argentina | Cronologia completa delle presenze e delle reti in nazionale ― Argentina | Cronologia completa delle presenze e delle reti in nazionale ― Argentina | Cronologia completa delle presenze e delle reti in nazionale ― Argentina | Cronologia completa delle presenze e delle reti in nazionale ― Argentina |
| Data                                                                     | Città                                                                    | In casa                                                                  | Risultato                                                                | Ospiti                                                                   | Competizione                                                             | Reti                                                                     | Note                                                                     |
| ------------------------------------------------------------------------ | ------------------------------------------------------------------------ | ------------------------------------------------------------------------ | ------------------------------------------------------------------------ | ------------------------------------------------------------------------ | ------------------------------------------------------------------------ | ------------------------------------------------------------------------ | ------------------------------------------------------------------------ |
| 28-12-1996                                                               | Mar del Plata                                                            | Argentina                                                                | 2 – 3                                                                    | Jugoslavia                                                               | Amichevole                                                               | -3                                                                       |                                                                          |
| 4-9-1999                                                                 | Buenos Aires                                                             | Argentina                                                                | 2 – 0                                                                    | Brasile                                                                  | Amichevole                                                               | -                                                                        |                                                                          |
| 7-9-1999                                                                 | Porto Alegre                                                             | Brasile                                                                  | 4 – 2                                                                    | Argentina                                                                | Amichevole                                                               | -4                                                                       |                                                                          |
| 13-10-1999                                                               | Córdoba                                                                  | Argentina                                                                | 2 – 1                                                                    | Colombia                                                                 | Amichevole                                                               | -1                                                                       |                                                                          |
| 29-3-2000                                                                | Buenos Aires                                                             | Argentina                                                                | 4 – 1                                                                    | Cile                                                                     | Qual. Mondiali 2002                                                      | -1                                                                       |                                                                          |
| 26-4-2000                                                                | Maracaibo                                                                | Venezuela                                                                | 0 – 4                                                                    | Argentina                                                                | Qual. Mondiali 2002                                                      | -                                                                        |                                                                          |
| 4-6-2000                                                                 | Buenos Aires                                                             | Argentina                                                                | 1 – 0                                                                    | Bolivia                                                                  | Qual. Mondiali 2002                                                      | -                                                                        |                                                                          |
| 29-6-2000                                                                | Bogotà                                                                   | Colombia                                                                 | 1 – 3                                                                    | Argentina                                                                | Qual. Mondiali 2002                                                      | -1                                                                       |                                                                          |
| 19-7-2000                                                                | Buenos Aires                                                             | Argentina                                                                | 2 – 0                                                                    | Ecuador                                                                  | Qual. Mondiali 2002                                                      | -                                                                        |                                                                          |
| 26-7-2000                                                                | San Paolo                                                                | Brasile                                                                  | 3 – 1                                                                    | Argentina                                                                | Qual. Mondiali 2002                                                      | -3                                                                       |                                                                          |
| 16-8-2000                                                                | Buenos Aires                                                             | Argentina                                                                | 1 – 1                                                                    | Paraguay                                                                 | Qual. Mondiali 2002                                                      | -1                                                                       |                                                                          |
| 3-9-2000                                                                 | Lima                                                                     | Perù                                                                     | 1 – 2                                                                    | Argentina                                                                | Qual. Mondiali 2002                                                      | -1                                                                       |                                                                          |
| 15-11-2000                                                               | Santiago del Cile                                                        | Cile                                                                     | 0 – 2                                                                    | Argentina                                                                | Qual. Mondiali 2002                                                      | -                                                                        | 74’                                                                      |
| Totale                                                                   |                                                                          | Presenze                                                                 | 13                                                                       |                                                                          | Reti                                                                     | -15                                                                      |                                                                          |